# Apseudes spinosus
Apseudes spinosus är en kräftdjursart som först beskrevs av Michael Sars 1858.  Apseudes spinosus ingår i släktet Apseudes och familjen Apseudidae. Arten är reproducerande i Sverige. Inga underarter finns listade i Catalogue of Life.